# Успение Богородично (Ваташа)
Вижте пояснителната страница за други значения на Успение Богородично.
„Успение на Пресвета Богородица“ (на македонска литературна норма: „Успение на Пресвета Богородица“) е възрожденска православна църква в тиквешкото село Ваташа, централната част на Северна Македония.
Църквата е в самото село, вдясно от пътя за Моклище. Изградена по инициатива на Хаджи Коле – виден и богат ваташки търговец и кираджия, който успява да получи ферман за изграждане на християнски храм. Църквата е изградена в 1817 година, като в строителството участват 80 майстори. Пръв свещеник е синът на Хаджи Коле – поп Камче.
В архитектурно отношение църквата е трикорабна базилика с размери 23,14 m на 10,33 m с равни дървени тавани на страничните кораби. Централният кораб е с четири слепи калоти, от които средните две са по-големи и покрити с фрески. В първата калота е Богородица с Христос а наоколо са изрисувани много изображения на пророци. Във втората калота е представен Исус Христос с ангели. На иконостаса има резбовани царски двери, изработени в 1818 година от непознат автор. Иконите датират от 1828 година и са дело на Кръсте Зограф от Велес. Една икона на Богородица носи подпис на Кръсте Зограф, който я датира от 22 септември 1819 година.